# 宗室嵩孚
宗室嵩孚（穆麟德轉寫：sungfu），愛新覺羅氏，清朝皇室，政治人物。有弟宗室嵩溥。
嘉慶年間，擔任歸綏道。嘉慶二十二年，任安徽按察使。嘉慶二十四年，改安徽布政使，護理安徽巡撫兼提督銜。嘉慶二十五年，任江西布政使、山西布政使、浙江布政使。道光元年，任廣東巡撫，署兩廣總督。次年，任貴州巡撫。道光三年，任湖南巡撫。道光五年，任刑部尚書，署鑲黃旗漢軍都統。道光六年，任正黃旗漢軍都統、湖廣總督，署湖北巡撫。道光十年，任喀喇沙爾辦事大臣。